# Beverly Hills
Pour les articles homonymes, voir Beverly Hills (homonymie).
 (novembre 2016).
Si vous disposez d'ouvrages ou d'articles de référence ou si vous connaissez des sites web de qualité traitant du thème abordé ici, merci de compléter l'article en donnant les références utiles à sa vérifiabilité et en les liant à la section « Notes et références ».
Beverly Hills est une ville du comté de Los Angeles, dans l'État de Californie, aux États-Unis. D'une superficie de 14,8 km², et entourée par les villes de Los Angeles et West Hollywood, elle compte une population de 34 109 habitants lors du recensement de 2010, et une population estimée à 33 792 en 2019. La ville est reconnue pour y héberger de nombreuses célébrités, des hôtels de luxe et le quartier commerçant de Rodeo Drive. À l'origine un ranch mexicain où des haricots de Lima étaient cultivés, Beverly Hills est incorporée en 1914 par un groupe d'investisseurs qui n'avaient pas réussi à trouver du pétrole, mais ont trouvé de l'eau à la place et ont finalement décidé d'en faire une ville.
Elle forme, avec les quartiers de Bel Air et Holmby Hills, le « triangle d'or » du comté de Los Angeles, dont elle constitue une enclave. Capitale hollywoodienne, Beverly Hills est surtout connue pour être la résidence de nombreux professionnels et vedettes du cinéma depuis le début des années 1920.

## Histoire
Le territoire occupé par l'actuelle ville de Beverly Hills est à l'origine fertile et marécageux. Les Amérindiens Tongvas occupent le site avant l'arrivée des Européens et le considèrent comme sacré. Les Espagnols de l'expédition de Gaspar de Portolà arrivent le 3 août 1769, suivis par les franciscains, venus évangéliser les Amérindiens. La région est incorporée au Mexique en 1821 puis conquise par les États-Unis en 1850 (voir l'article sur l'histoire de la Californie).

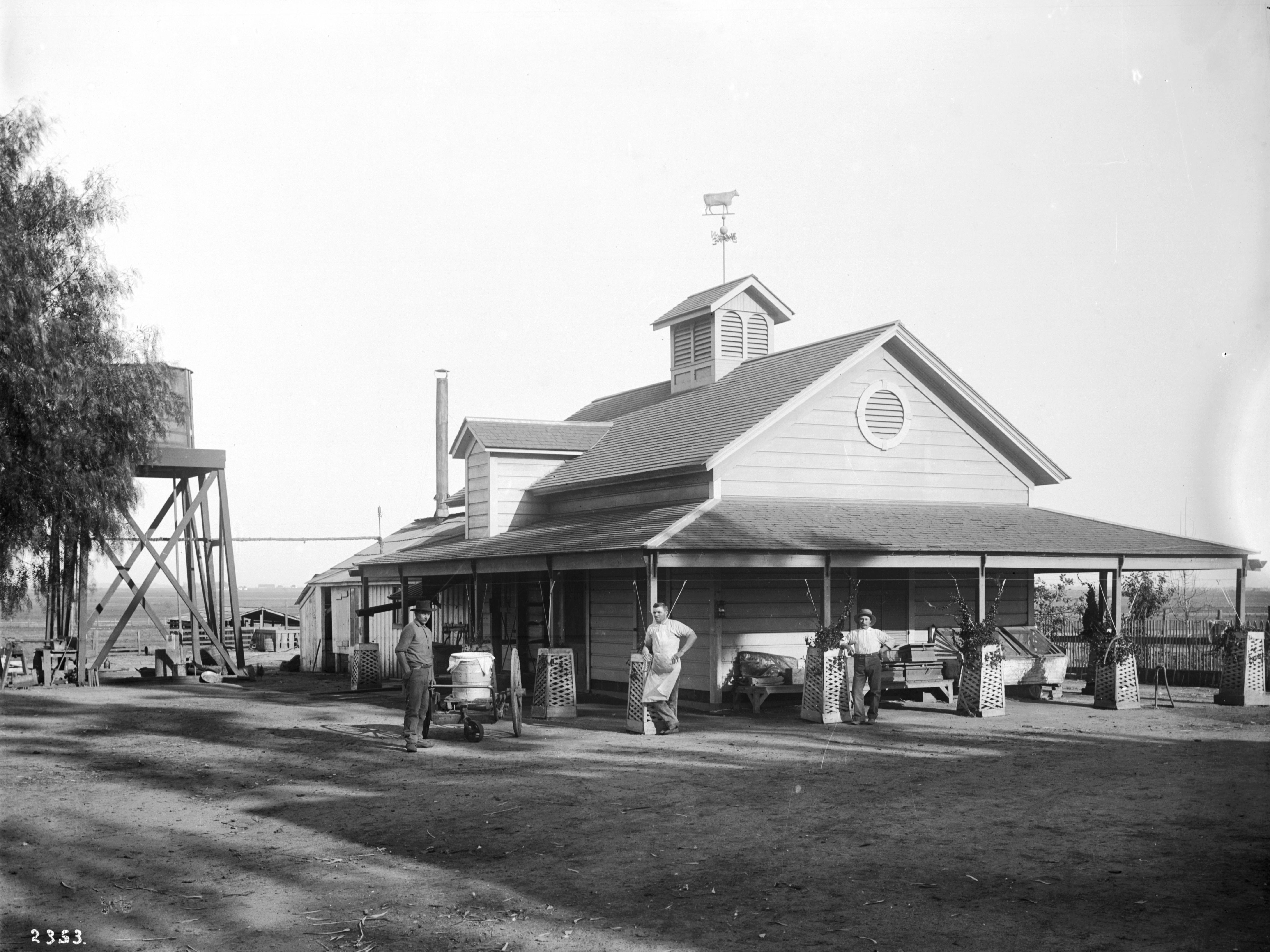
Une crèmerie sur le ranch de Hammel and Denker vers 1905.

La région vit d'élevage et de production d'agrumes dans des ranchs, et profite un temps de l'exploitation du pétrole : le secteur est acheté en 1900 par l'Amalgamated Oil Company, puis par la Rodeo Land and Water Company, dirigée par Burton E. Green. Ce dernier baptise la ville Beverly Hills, en souvenir de « Beverly Farm », une communauté à l’est de la ville de Beverly (Massachusetts), où il vivait précédemment, et engage un paysagiste, Wilbur D. Cook, qui dessine une ville découpée en larges parcelles à lotir, dotée de rues aux lignes courbes, bordées d'eucalyptus, d'acacias et de palmiers. Il crée aussi le Parc de Santa Monica (Santa Monica Park). Les principales rues (Rodeo Drive, Carmelita Avenue, Burton Way, etc.) apparaissent pour la première fois sur le plan de 1907.
Dans les années 1910, les résidences sortent de terre et commencent à occuper le paysage. Les rues commencent à être équipées, l'éclairage public apparaît en 1915. Le Beverly Hills Hotel est bâti en 1912 et devient le rendez-vous de la bonne société de Los Angeles : on y trouve l'un des rares cinémas de l'époque. Une ligne de tramway est construite pour relier Beverly Hills à Los Angeles par le quartier de Hollywood. En 1919, les acteurs Douglas Fairbanks (1883-1939) et Mary Pickford (1892-1979) achètent un terrain sur Summit Drive et y font construire leur villa Pickfair. Ils sont bientôt suivis par d'autres acteurs : Harold Lloyd en 1928, John Barrymore, Robert Montgomery et Miriam Hopkins. La population de Beverly Hills passe de 672 habitants en 1920 à 17 429 dix ans plus tard.

## Démographie
| Groupe            | Beverly Hills | Californie | États-Unis |
| ----------------- | ------------- | ---------- | ---------- |
| Blancs            | 82,4          | 57,6       | 72,4       |
| Asiatiques        | 8,9           | 13,1       | 4,8        |
| Autres            | 8,9           | 17,4       | 6,4        |
| Métis             | 4,9           | 4,9        | 2,9        |
| Afro-Américains   | 2,2           | 6,2        | 12,6       |
| Amérindiens       | 0,1           | 1,0        | 0,9        |
| Total             | 100           | 100        | 100        |
|                   |               |            |            |
| Latino-Américains | 5,7           | 37,6       | 16,7       |

## Jumelages
Cannes (France)
 Herzliya (Israël)
 Acapulco (Mexique)
 Pudong (Chine)